# Lenguas atabascanas de Alaska central-Yukón
Las lenguas atabascanas de Alaska central y la cuenca del Yukón constituyen una agrupación geográfica, posiblemente también filogenética, de las lenguas atabascanas septentrionales, habladas en un territorio continuo que va desde Alaska y a la cuenca del Río Yukón.

## Comparación léxica
Los numerales en diferentes lenguas atabascanas de Alaska central y la cuenca de Yukón son:
| GLOSA | Ingalik-Koyukón      | Ingalik-Koyukón  | Tanana-Kuskowim       | Tanana-Kuskowim | Gwitch'in-Tutchone         | Gwitch'in-Tutchone              | Gwitch'in-Tutchone | PROTO- CAN. OCC.             |
| GLOSA | Degexit'an (Ingalik) | Koyukón          | Alto Kuskowim         | Bajo Tanana     | Gwitch'in                  | Hän                             | Tutchone merid.    | PROTO- CAN. OCC.             |
| ----- | -------------------- | ---------------- | --------------------- | --------------- | -------------------------- | ------------------------------- | ------------------ | ---------------------------- |
| '1'   | giɬaga               | kaythlukéh       | ts’ełk’e              | četlukeh        | ihłak                      | (č)ihɬeyː                       | łəčí               | *(č)’iλk’eh/ *ke-λk’eh       |
| '2'   | teka                 | ntáykeh          | notek’a               | nahkehtih       | neːkaiː                    | nɑ̀nkxãyː                        | łəkí               | *natekay~ *neka-             |
| '3'   | toːg                 | tokah            | tok’e                 | taguh           | tik                        | čʰawː                           | tə́ɪké              | *taq’e                       |
| '4'   | deːnče               | tenikeh          | dinč’e                | tingah          | daːng                      | tɑnː                            | łə̀ńčʼé             | *dink’e                      |
| '5'   | giɬasnaːl            | ketudsinala      | tsʼihuloʼ             | ketudsinala     | ihłoɡwinlìʼ                | ihłonlàʼ                        | kʷə́làkʔɯ́           |                              |
| '6'   | dongːageɬaga         | tenankáytluka    | donants’ełk’e         | niketagah 2x3   | nihkʼiːtik 2x3             | nkʼečʰawː 2x3                   |                    | *nikʼetakʼe/ tunan(č)’iλk’eh |
| '7'   | dongːateɬaga         | tonanotáykeh     | donannotek’a          | taytsuntseh     | itsʼteːčʼìʼ neːkaiː        | wënlɑtːʼòʼ nɑ̀nkãyː tsʼ dhë̀čʰanː |                    | *                            |
| '8'   | dongːatoːgo          | niltadinkeh      | donantok’e            | neketungkeh 2x4 | nihkʼiːdaːng 2x4           | nkʼetɑnː 2x4                    |                    | *nikʼe-dinkʼe/ *tunan-takʼe  |
| '9'   | dongːadeːnče         | kaythluketkúlyeh | donandinč’e           | mintsuhtl       | vančòh nàkʼoh zhàk dhitinh | wënlɑčɑ̀t ihłeyː zhèyː dhë̀čʰanː  |                    | *                            |
| '10'  | niɬk'osnal           | nikognalah       | hwlozrunh ~ hilozrunh | chilodeltah     | ihłok ɡwijùːtin            | ihɬeyː yèčʰanː                  | nɛ́nə́čʼé            | *                            |